# ほーむ
『ほーむ』は、2014年5月24日にミュージアから発売された日本のコンピレーション・アルバム。

## 内容
ミュージア所属アーティストの六子、kotonoha、奈都子、遊吟が参加した企画アルバム。

## 収録曲
1. おかえりホーム（六子 and Friends）
2. おやすみなさい（六子）
3. なみだ（六子）
4. おかあさん（六子）
5. まどろみ（六子）
6. Thank you for...（kotonoha）
7. ギターと女の子（奈都子）
8. DEAR（遊吟）